# Krotowskaja
Krotowskaja (ros. Кротовская) – wieś w Rosji, w rejonie tarnoskim obwodu wołogodzkiego. W 2010 r. liczyła 6 mieszkańców.